# Ricardo Mário de Souza
Ricardo Mário de Souza (né le 21 septembre 1994 à São José) est un athlète brésilien, spécialiste du sprint.

## Carrière
Il est vice-champion espoirs, cadets et sud-américain sur 100 m, médaille de bronze sur 200 m, médaille d'or sud-américain espoirs sur relais 4 x 100 m.
Il est découvert par l'entraîneur Fábio Araújo lors d'une compétition scolaire à Biguaçu en 2010. En 2011, il remporte le titre des Olimpíadas Escolares à Goiânia. En 2012, il termine 4e du Brasileiro de Juvenis (10 s 56) ce qui lui permet d'être qualifié pour les Championnats du monde juniors à Barcelone sur le relais 4 x 100. À partir d'avril 2013, il est entraîné par Evandro Lázari, club Orcampi, à Campinas.
Le 19 juin 2016, il porte son record sur 100 m à 10 s 21.

## Palmarès
| Date | Compétition     | Lieu           | Résultat | Épreuve   | Temps   |
| ---- | --------------- | -------------- | -------- | --------- | ------- |
| 2016 | Jeux olympiques | Rio de Janeiro | 6e       | 4 × 100 m | 38 s 19 |